# ヤコブ・ファン・ヘームスケルク (海防戦艦)
| 竣工当時の「ヤコブ・ファン・ヘームスケルク」 | |
| 艦歴                                         | |
| 発注                                         | アムステルダム造船所 |
| 起工                                         | 1904年 |
| 進水                                         | 1906年9月22日 |
| 就役                                         | 1908年 |
| 退役                                         | |
| その後                                       | 1975年解体処分 |
| 除籍                                         | 1972年 |
| 前級                                         | マールテン・ハーペルソン・トロンプ |
| 次級                                         | デ・ゼーヴェン・プロヴィンシェン |
| 性能諸元                                     | |
| 排水量                                       | 常備：4,920トン 満載：-トン |
| 全長                                         | 98.0m -m（水線長） |
| 全幅                                         | 15.19m |
| 吃水                                         | 5.69m |
| 機関                                         | ヤーロー式石炭専焼缶6基 ＋三段膨張式レシプロ機関2基2軸推進 |
| 最大 出力                                    | 6,400hp |
| 最大 速力                                    | 16.5ノット |
| 航続 距離                                    | 10ノット/3,300海里（石炭：680トン） |
| 乗員                                         | 340名 |
| 兵装                                         | クルップ C/94 24cm（40口径）単装砲2基 クルップ 1866年型 15cm（40口径）単装砲6基 1895年型 7.5cm（40口径）単装砲6基 1879年型 3.7cm（23口径）単装砲4基 45cm水中魚雷発射管単装2基 |
| 装甲                                         | クルップ鋼製 舷側：102～152mm 甲板：51mm 主砲塔：102mm（前盾） 主砲バーベット部：192mm（甲板上部）、152mm（甲板下部） 副砲塔：-mm 司令塔：194mm                               |

ヤコブ・ファン・ヘームスケルク (Hr. Ms. Jacob van Heemskerck) は、オランダ海軍の海防戦艦。

## 艦形
船体形状はこの当時の列強主力艦と同じく、排水量に比較して凌波性を良くするために乾舷が高められた平甲板型船体を採用している。水面下に衝角の付く艦首から全く傾斜のない艦首甲板上に「クルップ 1902年型 24cm（40口径）砲」を収めた主砲塔が1基、司令塔を下部に組み込み、両脇に船橋（ブリッジ）を持つ箱型の艦橋、簡素な単脚式の前檣、1本煙突の周囲には煙管型の通風筒が立ち、煙突の後部は艦載艇置き場となっており、2本1組で片舷2組ずつのボート・ダビットにより運用される。簡素な単脚式の後檣、そこから一段下がって後部甲板上に後ろ向きの24cm単装主砲塔の順である。副砲の15cm単装砲は単装砲架で片舷3基ずつ計6基を装備した。副砲は首尾線方向への射界を少しでも得るために船体の一部を切り欠いている。この武装配置により艦首尾方向に24cm砲1門、15cm砲2門が、舷側方向に24cm砲2門、15cm砲3門が指向できた。

### 主砲
主砲は「クルップ 1902年型 24cm（40口径）砲」を採用した。その性能は170kgの砲弾を、最大仰角20度で14,630mまで届かせられた。この砲を新設計の単装砲塔に収めた。俯仰能力は仰角20度・俯角4度である。旋回角度は単体首尾線方向を0度として左右120度の旋回角度を持つ、主砲身の俯仰・砲塔の旋回・砲弾の揚弾・装填は主に水圧で行われ、補助に人力を必要とした。発射速度は2分間に1発が発射できた。

## 艦歴
1905年8月15日、アムステルダム工廠で起工。1906年9月22日進水。1908年4月22日竣工。建造費は約466万グルデンであった。
「ヤコブ・ファン・ヘームスケルク」は西インド諸島に配備された。1908年にはオランダとベネズエラの間で紛争が発生しており、「ヤコブ・ファン・ヘームスケルク」と巡洋艦「ヘルダーラント」、「フリースラント」が派遣されて11月1日よりベネズエラ沿岸の巡回を開始した。「ヤコブ・ファン・ヘームスケルク」は12月9日にベネズエラの沿岸警備艇を拿捕した。
本国に戻っていた間には、1910年5月にエドワード7世の葬儀に参列するヘンドリク王子を運び、1911年にジョージ5世戴冠記念観艦式に派遣された。
戦間期に行われた改装では副砲2門の撤去と水上機揚収クレーンの装備がなされ、次いでボフォース40mm機関砲2門搭載の浮砲台「エイマイデン (Ijmuiden)」となった。浮砲台としては1939年4月19日に再就役し、エイマイデンに配置された。
第二次世界大戦でドイツがオランダに侵攻すると、1940年5月14日に自沈。7月16日に艦を浮揚したドイツ軍は対空砲台へと改装し、「ウンディーネ (Undine)」と命名した。1941年3月にハンブルクへ曳航され、1942年9月5日から1943年8月28日にかけて改装が行われた。
「ウンディーネ」は1943年9月29日に就役し、ペーネミュンデ防衛のため1944年11月までウーゼドム島沖に係留された。次いでPölitzの合成ガソリン工場防衛のため1945年2月までその近くにに係留された。それから「ウンディーネ」はSwinemündeの北に移され、1945年4月17日にはトラーヴェミュンデに移された。
戦後はオランダに返還され、宿泊艦「ネプトゥヌス (Neptunus)」となる。1946年2月末にデン・ヘルダーに着き、改装後、1948年2月23日（25日）に再就役して海軍大学前に係留された。
1974年9月11日（13日）に役目を終えると、10月4日に除籍されて1975年2月11日にスクラップとして売却された。

## 要目
- 排水量：5000トン[12]（「ウンディーネ」は4371メートルトン[13]）
- 全長：98.00m[12]
- 垂線間長：96.50m[12]
- 幅：15.20m[12]
- 機関：ヤーロー水管缶6基、直立3気筒3段膨張蒸気往復動機関2基、2軸、出力計6400指示馬力[12]
- 速力：16.5ノット[12]
- 装甲：舷側装甲帯100-150mm、砲塔250mm、バーベット200mm、司令塔200mm[12]
- 兵装（ヘームスケルク）[12]
  - クルップ40口径24cm No.2型砲単装2基
  - クルップ40口径15cn No.5型砲6門
  - クルップ40口径75mm速射砲6門
  - ホチキス37mm砲4門
  - 45cm魚雷発射管2門
- 兵装（ウンディーネ）[13]
  - 45口径10.5cm砲8門、4cm砲4門、4連装2cm対空砲4基